# Comté de Claiborne (Mississippi)
Pour les articles homonymes, voir Comté de Claiborne.
Le comté de Claiborne est situé dans le sud-ouest de l’État du Mississippi, aux États-Unis. Il comptait 9 135 habitants en 2020. Son siège est Port Gibson.
Il est nommé en l'honneur de William C. C. Claiborne, le second gouverneur du territoire du Mississippi.
Selon le bureau de recensement des États-Unis, le comté de Clairborne a le second plus grand pourcentage de population noire de tous les comtés américains avec 87 % des habitants étant Afro-américains. Le comté de Claiborne fut le lieu d'un combat méconnu mais intense pour les droits civiques au milieu du XXe siècle.

## Galerie

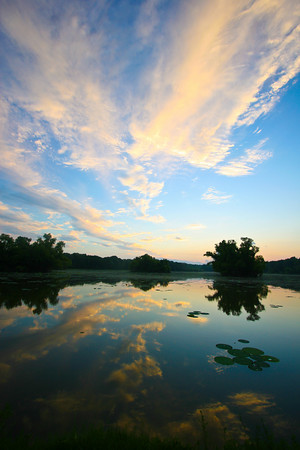
Le lac Hamilton.
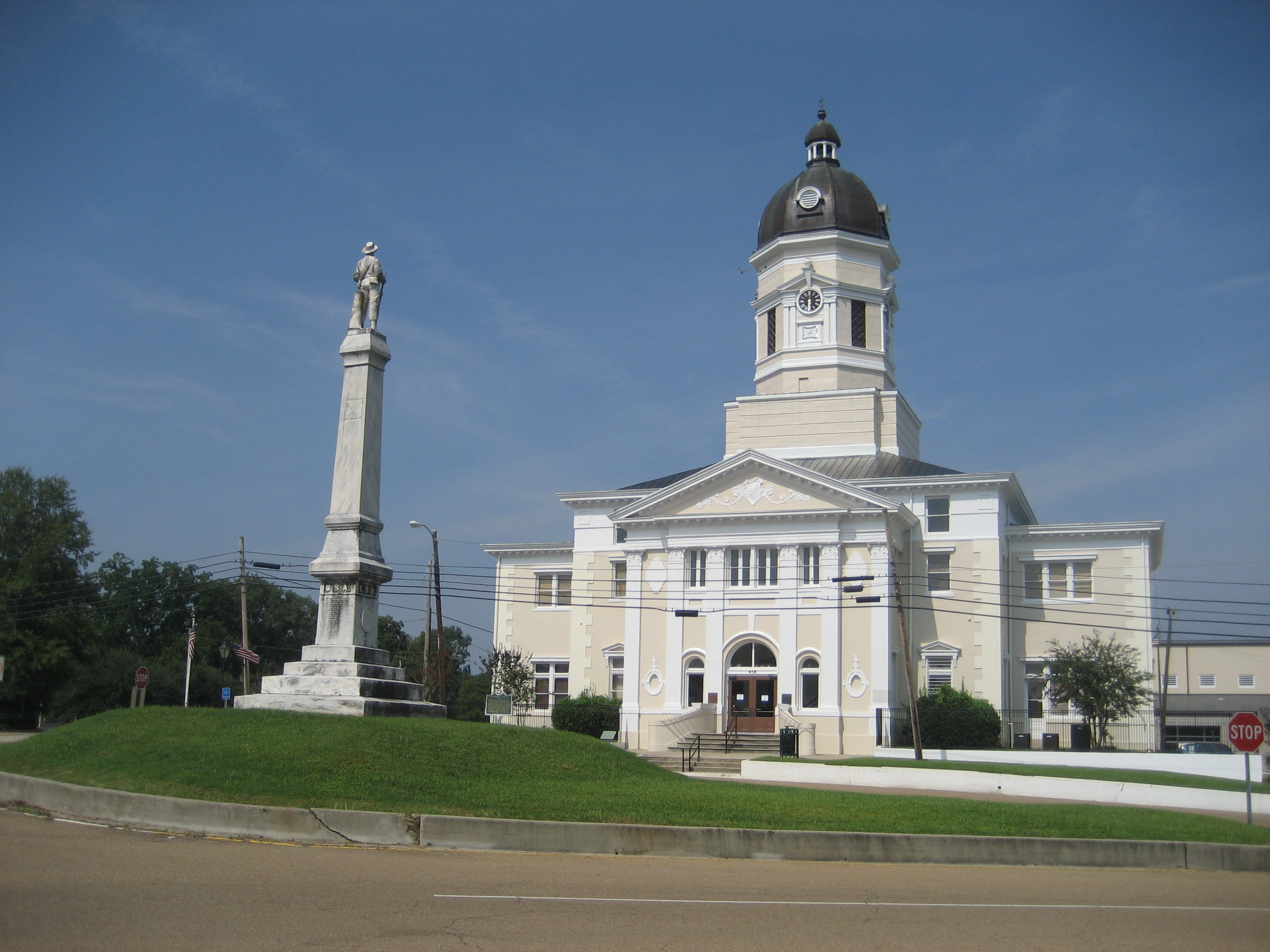
Le tribunal du comté, à Port Gibson.
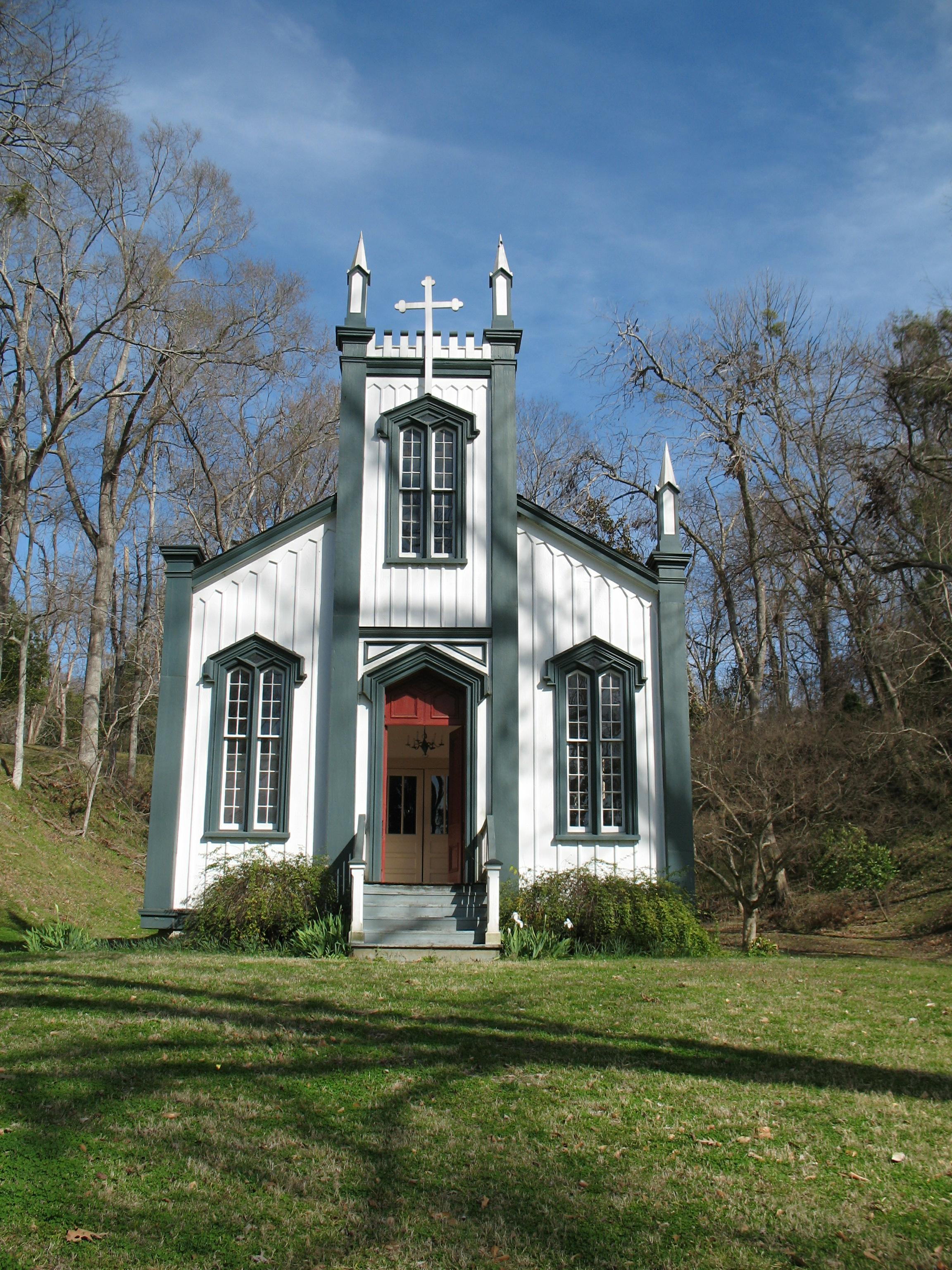
L'église du Sacré-Cœur de Port Gibson.

## Source
- (en) Cet article est partiellement ou en totalité issu de l’article de Wikipédia en anglais intitulé « Claiborne County, Mississippi » (voir la liste des auteurs).